# Referèndum constitucional de Tunísia de 2022
El referèndum constitucional de Tunísia de 2022 és un referèndum que es va celebrar a Tunísia el 25 de juliol del 2022 perquè la població pugui decidir sobre text del projecte d'una nova constitució.
El projecte compta amb el suport del president de Tunísia, Kaïs Saïed, i el referèndum s'organitza un any després de l'inici de la crisi política que va començar el 25 de juliol de 2021 i que va portar a la destitució del gabinet de Hichem Mechichi i a la congelació de l'activitat parlamentària de l'Assemblea dels Representants del Poble, que va ser dissolta el 30 de març de 2022.
La pregunta que es va informar en la papereta va ser: "Secunda vostè el nou projecte de constitució per a la república tunisiana?" El referèndum va ser boicotejat per molts dels principals partits polítics de Tunísia. El projecte de Constitució converteix el sistema semipresidencialista de Tunísia en un sistema presidencialista, atorgant al president amplis poders i limitant significativament el paper del Parlament.